# ابشتورف
ابشتورف (به آلمانی: Ebstorf) یک منطقهٔ مسکونی در آلمان است که در Bevensen-Ebstorf واقع شده‌است. ابشتورف ۵٬۴۳۷ نفر جمعیت دارد.